# Напрямні опори
Напрямні опори (рос. направляющие опоры, англ. guide supports, нім. Leitstützen f pl) – у гірництві - пристрої для руху кліті або скіпа по металевих, дерев’яних або канатних напрямних провідниках у стволі шахти.